# Arthur Everitt
Arthur Francis Graham Everitt (27. august 1872 i Paddington – 10. januar 1952) var en britisk fægter som deltog i de olympiske lege 1912 i Stockholm.
Everitt vandt en sølvmedalje i fægtning under Sommer-OL 1912 i Stockholm. Han var med på det britiske hold som kom på en andenplads i holdkonkurrencen i kårde, efter Belgien.  